# Sardauna Memorial Stadium
Das Sardauna Memorial Stadium ist ein Multifunktionsstadion in Gusau, Zamfara, Nigeria.
Es wird derzeit überwiegend für die Austragung von Fußballspielen genutzt und ist dabei die Heimspielstätte des Vereins Zamfara United, der in der Nigerianischen Premier League spielt. Das Stadion hat ein Fassungsvermögen von 5000 Personen.